# Onthophagus niasensis
Onthophagus niasensis är en skalbaggsart som beskrevs av Antoine Boucomont 1914. Onthophagus niasensis ingår i släktet Onthophagus och familjen bladhorningar. Inga underarter finns listade i Catalogue of Life.